# NGC 507

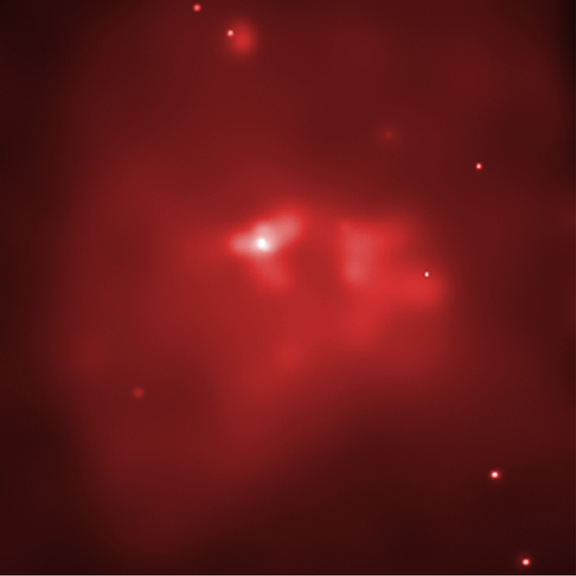
この画像では、銀河の中心にある超大質量ブラックホールの周りの明るい白い領域の両側にある高エネルギーの泡(電波/青)を高温のガス(X線/赤)の巨大な雲が取り囲んでいるのが分かる。

NGC 507は、うお座の方角にあるレンズ状銀河である。Arp 229、CGCG 502-67、MCG 5-4-44、PGC 5098、UGC 938、V V 207等とも呼ばれる。ジョン・ドライヤーのニュージェネラルカタログでは、「非常に暗く、かなり大きく、丸く、中程度に明るく、NGC 508の南にある」と記載されている。NGC 507とNGC 508の2つの銀河はアープ・アトラスにも収録されており、そこではNGC 507は、「密度差の小さい円形またはほぼ円形の環」と記載されている。
1784年9月12日にウィリアム・ハーシェルにより発見された。